# Siraj Fergessa
Siraj Fergessa est un homme politique éthiopien.
De 2008 à 2018, il est ministre de la Défense. Il est auparavant, de 2006 à 2008, ministre des Affaires fédérales.
Musulman d'origine silt'e (en), il est membre du Mouvement démocratique des peuples du sud de l'Éthiopie.